# Ligue 1 de 2020–21
A Ligue 1 de 2020–21 foi a 83ª edição do Campeonato Francês de Futebol. A edição da temporada 2020–21 tinha previsão para começar em 22 de agosto de 2020 e terminar em 23 de maio de 2021. A tabela de jogos foi divulgada em 9 de julho de 2020. O Lille venceu o título.

## Promovidos e Rebaixados
Lorient e Lens foram promovidos a partir da Ligue 2 de 2019–20. Depois que o tribunal francês decidiu inicialmente que a temporada continuaria com 22 equipes, o rebaixamento de Amiens e Toulouse para a Ligue 2 de 2020–21 foi confirmado em 23 de junho de 2020, após uma votação da LFP.
| Pos. | Rebaixados da Ligue 1 |
| ---- | --------------------- |
| 19º  | Amiens                |
| 20º  | Toulouse              |

| Pos. | Promovidos da Ligue 2 |
| ---- | --------------------- |
| 1º   | Lorient               |
| 2º   | Lens                  |

## Regulamento
A Ligue 1 é disputada por 20 clubes em 2 turnos. Em cada turno, todos os times jogam entre si uma única vez. Os jogos do segundo turno serão realizados na mesma ordem do primeiro, apenas com o mando de campo invertido. Não há campeões por turnos, sendo declarado campeão o time que obtiver o maior número de pontos após as 38 rodadas e rebaixados os três com menor número de pontos. O campeonato produz três vagas à Liga dos Campeões da UEFA, uma à Liga Europa da UEFA e uma à Liga Conferência Europa da UEFA.

### Critérios de desempate
Caso haja empate de pontos entre dois clubes, os critérios de desempate serão aplicados na seguinte ordem:
1. Saldo de gols
2. Gols marcados
3. Confronto direto

## Participantes

### Número de equipes por região
| Posição | Região                    | Nº de equipes | Equipes                           |
| ------- | ------------------------- | ------------- | --------------------------------- |
| 1       | Bretanha                  | 3             | Brest, Lorient e Rennes           |
| 1       | Grand Est                 | 3             | Metz, Strasbourg e Stade de Reims |
| 2       | Occitania                 | 2             | Montpellier e Nîmes Olympique     |
| 2       | Ródano-Alpes              | 2             | Lyon e Saint-Étienne              |
| 2       | Altos da França           | 2             | Lens e Lille                      |
| 2       | País do Loire             | 2             | Angers e Nantes                   |
| 2       | Provença-Alpes-Costa Azul | 2             | Olympique de Marseille e Nice     |
| 3       | Borgonha-Franco-Condado   | 1             | Dijon                             |
| 3       | Ilha de França            | 1             | Paris Saint-Germain               |
| 3       | Mónaco                    | 1             | Monaco                            |
| 3       | Nova-Aquitânia            | 1             | Bordeaux                          |

### Informação dos clubes
| Equipe                 | Cidade           | Treinador            | Estádio (mando)         | Capacidade | Material Esportivo |
| ---------------------- | ---------------- | -------------------- | ----------------------- | ---------- | ------------------ |
| Angers                 | Angers           | Stéphane Moulin      | Stade Raymond Kopa      | 18.752     | Kappa              |
| Bordeaux               | Bordéus          | Paulo Sousa          | Matmut Atlantique       | 42.115     | Adidas             |
| Brest                  | Brest            | Olivier Dall'Oglio   | Stade Francis-Le Blé    | 15.931     | Adidas             |
| Dijon                  | Dijon            | Stéphane Jobard      | Stade Gaston-Gérard     | 15.995     | Lotto              |
| Lens                   | Lens             | Franck Haise         | Stade Bollaert-Delelis  | 37.705     | Macron             |
| Lille                  | Lille            | Christophe Galtier   | Stade Pierre-Mauroy     | 50.186     | New Balance        |
| Lorient                | Lorient          | Christophe Pélissier | Stade du Moustoir       | 18.890     | Kappa              |
| Lyon                   | Décines-Charpieu | Rudi Garcia          | Parc Olympique Lyonnais | 59.186     | Adidas             |
| Metz                   | Metz             | Vincent Hognon       | Stade Saint-Symphorien  | 25.636     | Kappa              |
| Monaco                 | Monaco           | Niko Kovač           | Stade Louis II          | 18.523     | Kappa              |
| Montpellier            | Montpellier      | Michel Der Zakarian  | Stade de la Mosson      | 32.900     | Nike               |
| Nantes                 | Nantes           | Christian Gourcuff   | Stade de la Beaujoire   | 35.322     | Macron             |
| Nice                   | Nice             | Patrick Vieira       | Allianz Riviera         | 35.624     | Macron             |
| Nîmes Olympique        | Nimes            | Jérôme Arpinon       | Stade des Costières     | 18.482     | Puma               |
| Olympique de Marseille | Marselha         | André Villas-Boas    | Stade Vélodrome         | 67.394     | Puma               |
| Paris Saint-Germain    | Paris            | Thomas Tuchel        | Parc des Princes        | 48.583     | Nike               |
| Rennes                 | Rennes           | Julien Stéphan       | Roazhon Park            | 29.778     | Puma               |
| Saint-Étienne          | Saint-Étienne    | Claude Puel          | Stade Geoffroy-Guichard | 41.965     | Le Coq Sportif     |
| Stade de Reims         | Reims            | David Guion          | Stade Auguste-Delaune   | 21.684     | Umbro              |
| Strasbourg             | Estrasburgo      | Thierry Laurey       | Stade de la Meinau      | 29.230     | Adidas             |

### Mudança de treinadores
| Clube           | Treinador inicial | Motivo              | Data de saída       | Posição       | Treinador de chegada | Data de chegada     |
| --------------- | ----------------- | ------------------- | ------------------- | ------------- | -------------------- | ------------------- |
| Nîmes Olympique | Bernard Blaquart  | Consentimento mútuo | 23 de junho de 2020 | Pré-temporada | Jérôme Arpinon       | 23 de junho de 2020 |
| Monaco          | Robert Moreno     | Demitido            | 18 de julho de 2020 | Pré-temporada | Niko Kovač           | 19 de julho de 2020 |

## Classificação
| Pos | Equipe              | Pts | J  | V  | E  | D  | GP | GC | SG  | Classificação ou descenso                                         |
| --- | ------------------- | --- | -- | -- | -- | -- | -- | -- | --- | ----------------------------------------------------------------- |
| 1   | Lille (C)           | 83  | 38 | 24 | 11 | 3  | 64 | 23 | +41 | Fase de grupos da Liga dos Campeões da UEFA de 2021–22            |
| 2   | Paris Saint-Germain | 82  | 38 | 26 | 4  | 8  | 86 | 28 | +58 | Fase de grupos da Liga dos Campeões da UEFA de 2021–22            |
| 3   | Monaco              | 78  | 38 | 24 | 6  | 8  | 76 | 42 | +34 | Terceira pré-eliminatória da Liga dos Campeões da UEFA de 2021–22 |
| 4   | Lyon                | 76  | 38 | 22 | 10 | 6  | 81 | 43 | +38 | Fase de grupos da Liga Europa da UEFA de 2021–22                  |
| 5   | Marseille           | 60  | 38 | 16 | 12 | 10 | 54 | 47 | +7  | Fase de grupos da Liga Europa da UEFA de 2021–22                  |
| 6   | Rennes              | 58  | 38 | 16 | 10 | 12 | 52 | 40 | +12 | Play-offs da Liga Conferência Europa da UEFA de 2021–22           |
| 7   | Lens                | 57  | 38 | 15 | 12 | 11 | 55 | 54 | +1  |                                                                   |
| 8   | Montpellier         | 54  | 38 | 14 | 12 | 12 | 60 | 62 | −2  |                                                                   |
| 9   | Nice                | 52  | 38 | 15 | 7  | 16 | 50 | 53 | −3  |                                                                   |
| 10  | Metz                | 47  | 38 | 12 | 11 | 15 | 44 | 48 | −4  |                                                                   |
| 11  | Saint-Étienne       | 46  | 38 | 12 | 10 | 16 | 42 | 54 | −12 |                                                                   |
| 12  | Bordeaux            | 45  | 38 | 13 | 6  | 19 | 42 | 56 | −14 |                                                                   |
| 13  | Angers              | 44  | 38 | 12 | 8  | 18 | 40 | 58 | −18 |                                                                   |
| 14  | Reims               | 42  | 38 | 9  | 15 | 14 | 42 | 50 | −8  |                                                                   |
| 15  | Strasbourg          | 42  | 38 | 11 | 9  | 18 | 49 | 58 | −9  |                                                                   |
| 16  | Lorient             | 42  | 38 | 11 | 9  | 18 | 50 | 68 | −18 |                                                                   |
| 17  | Brest               | 41  | 38 | 11 | 8  | 19 | 50 | 66 | −16 |                                                                   |
| 18  | Nantes (O)          | 40  | 38 | 9  | 13 | 16 | 47 | 55 | −8  | Play-off de rebaixamento                                          |
| 19  | Nîmes (R)           | 35  | 38 | 9  | 8  | 21 | 40 | 71 | −31 | Zona de rebaixamento a Ligue 2 de 2021–22                         |
| 20  | Dijon (R)           | 21  | 38 | 4  | 9  | 25 | 25 | 73 | −48 | Zona de rebaixamento a Ligue 2 de 2021–22                         |

## Resultados
| Casa / Fora   | ANG | BOR | BRE | DIJ | LEN | LIL | LOR | OL  | OM  | MET | ASM | MON | NAN | NIC | NMS | PSG | REI | REN | STE | SRE |
| ------------- | --- | --- | --- | --- | --- | --- | --- | --- | --- | --- | --- | --- | --- | --- | --- | --- | --- | --- | --- | --- |
| Angers        |     | 0–2 | 3–2 | 3–0 | 2–2 | 0–2 | 2–0 | 0–2 | 2–0 | 2–2 | 0–1 | 1-1 | 1-3 | 0–2 | 3–1 | 0–1 | 1–0 | 0–3 | 0-3 | 0–2 |
| Bordeaux      | 2–1 |     | 1–0 | 3–0 | 3–0 | 0–3 | 2-1 | 0–0 | 0-0 | 1–2 | 0–3 | 0-2 | 0–0 | 0–0 | 3–0 | 0–1 | 1-3 | 1–0 | 1-2 | 2-3 |
| Brest         | 0–0 | 2–1 |     | 3-1 | 1-1 | 3–2 | 3–2 | 2–3 | 2–3 | 2–4 | 1–0 | 2–2 | 1–4 | 2–0 | 1-1 | 0–2 | 2–1 | 1-2 | 4–1 | 0–3 |
| Dijon         | 0–1 | 1–3 | 0–2 |     | 0–2 | 0–1 | 0–0 | 0–1 | 0–0 | 1–5 | 0–1 | 2–2 | 0–4 | 2–0 | 0-2 | 0–4 | 0-1 | 1–1 | 0-0 | 1-1 |
| Lens          | 1–3 | 2–1 | 2–1 | 2–1 |     | 2–3 | 4–1 | 1-1 | 2-2 | 2–2 | 0-0 | 2–3 | 0-0 | 0–1 | 2–1 | 1–0 | 4-4 | 0-0 | 2–0 | 0-1 |
| Lille         | 1–2 | 2–1 | 0–0 | 1–0 | 4–0 |     | 4–0 | 1–1 | 2–0 | 1–0 | 2-1 | 1-1 | 2–0 | 2–0 | 1-2 | 0–0 | 2–1 | 1–1 | 0–0 | 1-1 |
| Lorient       | 2–0 | 4–1 | 1–0 | 3–2 | 0–3 | 1–4 |     | 1–1 | 0–1 | 2–1 | 2–5 | 0–1 | 0–2 | 1–1 | 3–0 | 3–2 | 1–0 | 0-3 | 2–1 | 3–1 |
| Lyon          | 3–0 | 2–1 | 2–2 | 4–1 | 3–2 | 2–3 | 4–1 |     | 1–1 | 0-1 | 4–1 | 1-2 | 3-0 | 2-3 | 0–0 | 2–4 | 3–0 | 1–0 | 2-1 | 3-0 |
| Marseille     | 3–2 | 3–1 | 3–1 | 2–0 | 0–1 | 1–1 | 3–2 | 1–1 |     | 1–1 | 2–1 | 2–1 | 3–1 | 3–2 | 1-2 | 0–2 | 1-1 | 1–0 | 0–2 | 1-1 |
| Metz          | 0–1 | 0–0 | 0–2 | 1–1 | 2–0 | 0–2 | 3–1 | 1-3 | 1–1 |     | 0–1 | 1–1 | 2–0 | 1–1 | 0-3 | 1–3 | 2–1 | 1–3 | 2–0 | 1-2 |
| Monaco        | 3–0 | 4–0 | 2–0 | 3–0 | 0–3 | 0–0 | 2–2 | 2–3 | 3–1 | 4–0 |     | 1–1 | 2–1 | 2–1 | 3–0 | 3–2 | 2–2 | 2–1 | 2-2 | 3–2 |
| Montpellier   | 4–1 | 3–1 | 0–0 | 4–2 | 1–2 | 2–3 | 1–1 | 2–1 | 3–3 | 0-2 | 1–1 |     | 1–1 | 3–1 | 0–1 | 1–3 | 0–4 | 2-1 | 1-2 | 4–3 |
| Nantes        | 1–1 | 3–0 | 3–1 | 1–1 | 1–1 | 0–2 | 1–1 | 1–2 | 1–1 | 1–1 | 1–2 | 1–2 |     | 1–2 | 2–1 | 0–3 | 1–2 | 0-0 | 2–2 | 0-4 |
| Nice          | 3–0 | 0–2 | 3–2 | 1–3 | 2–1 | 2–2 | 2-2 | 1–4 | 3–0 | 1–2 | 1–2 | 3–1 | 2–1 |     | 2–1 | 0–3 | 0–0 | 0–1 | 0-1 | 0–2 |
| Nîmes         | 1–5 | 2–0 | 4–0 | 1–3 | 1–1 | 0–1 | 1–0 | 2-5 | 0-2 | 0–1 | 3-4 | 1–1 | 1–1 | 0-2 |     | 0–4 | 2-2 | 2–4 | 0-2 | 1–1 |
| PSG           | 6–1 | 2–2 | 3–0 | 4–0 | 2–1 | 0–1 | 2–0 | 0–1 | 0–2 | 1–0 | 0–2 | 4–0 | 1-2 | 2–1 | 3–0 |     | 4–0 | 3–0 | 3–2 | 4–0 |
| Reims         | 0–0 | 1–2 | 1–0 | 0–0 | 1–1 | 0–1 | 1–3 | 1–1 | 1–3 | 1–1 | 0–1 | 0–0 | 3-2 | 0-0 | 0–2 | 0–2 |     | 2–2 | 3-1 | 2–1 |
| Rennes        | 1–2 | 0–1 | 2–1 | 5–1 | 0–2 | 0-1 | 1-1 | 2-2 | 2-1 | 1-0 | 2–1 | 2–1 | 1-0 | 1–2 | 2-0 | 1–1 | 2–2 |     | 0-2 | 1–0 |
| Saint-Étienne | 0–0 | 4–1 | 1–2 | 0–1 | 0–2 | 1–1 | 2–0 | 0–5 | 2–0 | 1–0 | 0–4 | 0–1 | 1–1 | 0–1 | 2-2 | 1–1 | 1–1 | 0–3 |     | 2–0 |
| Strasbourg    | 0–0 | 0–2 | 2–2 | 1–0 | 1–2 | 0–3 | 1–1 | 2–3 | 0–1 | 2–2 | 1–0 | 2–3 | 1-2 | 0–2 | 5-0 | 1-4 | 0-2 | 1–1 | 1-0 |     |

| Vitória do mandante; Vitória do visitante; Empate. |

fonte: Ligue 1

## Desempenho por rodada
Clubes que lideraram o campeonato ao final de cada rodada:
| Rodadas | Rodadas | Rodadas | Rodadas | Rodadas | Rodadas | Rodadas | Rodadas | Rodadas | Rodadas | Rodadas | Rodadas | Rodadas | Rodadas | Rodadas | Rodadas | Rodadas | Rodadas | Rodadas | Rodadas | Rodadas | Rodadas | Rodadas | Rodadas | Rodadas | Rodadas | Rodadas | Rodadas | Rodadas | Rodadas | Rodadas | Rodadas | Rodadas | Rodadas | Rodadas | Rodadas | Rodadas | Rodadas |
| ------- | ------- | ------- | ------- | ------- | ------- | ------- | ------- | ------- | ------- | ------- | ------- | ------- | ------- | ------- | ------- | ------- | ------- | ------- | ------- | ------- | ------- | ------- | ------- | ------- | ------- | ------- | ------- | ------- | ------- | ------- | ------- | ------- | ------- | ------- | ------- | ------- | ------- |
| 1       | 2       | 3       | 4       | 5       | 6       | 7       | 8       | 9       | 10      | 11      | 12      | 13      | 14      | 15      | 16      | 17      | 18      | 19      | 20      | 21      | 22      | 23      | 24      | 25      | 26      | 27      | 28      | 29      | 30      | 31      | 32      | 33      | 34      | 35      | 36      | 37      | 38      |
| NIM     | NIC     | STE     | STE     | REN     | REN     | LIL     | PSG     | PSG     | PSG     | PSG     | PSG     | PSG     | LIL     | LIL     | LIL     | LYO     | LYO     | LYO     | PSG     | PSG     | LIL     | LIL     | LIL     | LIL     | LIL     | LIL     | LIL     | LIL     | PSG     | LIL     | LIL     | LIL     | LIL     | LIL     | LIL     | LIL     | LIL     |

Clubes que ficaram na última posição do campeonato ao final de cada rodada:
| Rodadas | Rodadas | Rodadas | Rodadas | Rodadas | Rodadas | Rodadas | Rodadas | Rodadas | Rodadas | Rodadas | Rodadas | Rodadas | Rodadas | Rodadas | Rodadas | Rodadas | Rodadas | Rodadas | Rodadas | Rodadas | Rodadas | Rodadas | Rodadas | Rodadas | Rodadas | Rodadas | Rodadas | Rodadas | Rodadas | Rodadas | Rodadas | Rodadas | Rodadas | Rodadas | Rodadas | Rodadas | Rodadas |     |
| ------- | ------- | ------- | ------- | ------- | ------- | ------- | ------- | ------- | ------- | ------- | ------- | ------- | ------- | ------- | ------- | ------- | ------- | ------- | ------- | ------- | ------- | ------- | ------- | ------- | ------- | ------- | ------- | ------- | ------- | ------- | ------- | ------- | ------- | ------- | ------- | ------- | ------- | --- |
| 1       | 2       | 3       | 4       | 5       | 6       | 7       | 8       | 9       | 10      | 11      | 12      | 13      | 14      | 15      | 16      | 17      | 18      | 19      | 20      | 21      | 22      | 23      | 24      | 25      | 26      | 27      | 28      | 29      | 30      | 31      | 32      | 33      | 34      | 35      | 36      | 37      | 38      |     |
| BRE     | BRE     | STR     | DIJ     | DIJ     | DIJ     | DIJ     | DIJ     | DIJ     | DIJ     | DIJ     | DIJ     | DIJ     | DIJ     | DIJ     | DIJ     | NÎM     | NÎM     | NÎM     | LOR     | NÎM     | NÎM     | NÎM     | NÎM     | DIJ     | DIJ     | DIJ     | DIJ     | DIJ     | DIJ     | DIJ     | DIJ     | DIJ     | DIJ     | DIJ     | DIJ     | DIJ     | DIJ     | DIJ |

## Premiação
| Ligue 1 de 2020–21         |
| -------------------------- |
| Lille Campeão (4.º título) |

## Playoffs

### Playoffs de promoção
|  | Quarta-de-final | Quarta-de-final | Quarta-de-final |  |  | Semi-final | Semi-final | Semi-final |  |  | Final | Final    | Final |
|  |                 |                 |                 |  |  |            |            |            |  |  |       |          |       |
|  |                 |                 |                 |  |  | 3B         | Toulouse   | 3          |  |  |       |          |       |
|  | 4B              | Grenoble        | 2               |  |  | 4B         | Grenoble   | 0          |  |  |       |          |       |
|  | 5B              | Paris FC        | 0               |  |  |            |            |            |  |  | 3B    | Toulouse | 2     |
|  |                 |                 |                 |  |  |            |            |            |  |  | 18A   | Nantes   | 2     |
|  |                 |                 |                 |  |  | 2          |            |            |  |  |       |          |       |
|  |                 |                 |                 |  |  | 3          |            |            |  |  |       |          |       |

## Estatísticas

### Artilheiros
Atualizado em 16 de maio de 2021
| Pos. | Jogador           | Equipe              | Gols |
| ---- | ----------------- | ------------------- | ---- |
| 1    | Kylian Mbappé     | Paris Saint-Germain | 27   |
| 2    | Wissam Ben Yedder | Monaco              | 20   |
| 2    | Memphis Depay     | Lyon                | 20   |
| 4    | Ludovic Ajorque   | Strasbourg          | 16   |
| 4    | Kevin Volland     | Monaco              | 16   |
| 4    | Gaëtan Laborde    | Montpellier         | 16   |
| 4    | Burak Yılmaz      | Lille               | 16   |
| 8    | Andy Delort       | Montpellier         | 15   |
| 9    | Boulaye Dia       | Reims               | 14   |
| 9    | Karl Toko Ekambi  | Lyon                | 14   |
| 9    | Terem Moffi       | Lorient             | 14   |

### Hat-tricks
Um hat-trick é quando um jogador faz três gols em uma única partida.
| Jogador         | Para          | Contra      | Resultado | Data                   | Ref.   |
| --------------- | ------------- | ----------- | --------- | ---------------------- | ------ |
| Memphis Depay   | Lyon          | Dijon       | 4–1       | 28 de agosto de 2020   | [ 8 ]  |
| Ibrahima Niane  | Metz          | Lorient     | 3–1       | 4 de outubro de 2020   | [ 9 ]  |
| Boulaye Dia     | Reims         | Montpellier | 4–0       | 25 de outubro de 2020  | [ 10 ] |
| Golovin         | Monaco        | Nîmes       | 4–3       | 7 de fevereiro de 2021 | [ 8 ]  |
| Wahbi Khazri    | Saint-Étienne | Bordeaux    | 4–1 (H)   | 11 de abril de 2021    |        |
| Terem Moffi     | Lorient       | Bordeaux    | 4–1 (H)   | 25 de abril de 2021    |        |
| Arkadiusz Milik | Marseille     | Angers      | 3–2 (H)   | 16 de maio de 2021     |        |

### Jogador do mês UNFP
| Mês       | Jogador        | Equipe              | Ref. |
| --------- | -------------- | ------------------- | ---- |
| Setembro  | Ibrahima Niane | Metz                |      |
| Outubro   | Jonathan Bamba | Lille               |      |
| Novembro  | Andy Delort    | Montpellier         |      |
| Dezembro  | Yusuf Yazici   | Lille               |      |
| Janeiro   | Farid Boulaya  | Metz                |      |
| Fevereiro | Kylian Mbappé  | Paris Saint-Germain |      |
| Março     | Keylor Navas   | Paris Saint-Germain |      |
| Abril     | Burak Yılmaz   | Lille               |      |